# Lemme de Higman
En mathématiques, le lemme de Higman est un résultat de la théorie des ordres qui affirme que, pour un ensemble
{\displaystyle X} muni d'un bel ordre, l'ensemble {\displaystyle X^{*}} des mots finis sur {\displaystyle X} muni de l'ordre sous-mot est également un bel ordre. C'est un cas particulier du théorème de Kruskal sur les arbres, qui se généralise à son tour en le théorème de Robertson-Seymour sur les graphes.
Ce lemme est dû à Graham Higman, qui l'a publié en 1952.

## Référence
1. ↑  (en) Graham Higman, « Ordering by divisibility in abstract algebras », Proc. London Math. Soc., 3e série, vol. 2, no 7,‎ 1952, p. 326-336 (DOI 10.1112/plms/s3-2.1.326).